# Loncofil·lins
Els loncofil·lins (Lonchophyllinae) són una subfamília de ratpenats de la família dels fil·lostòmids. Les espècies d'aquest grup són oriündes de Centreamèrica i Sud-amèrica, on tenen una distribució que s'estén des de Nicaragua al nord fins a Bolívia, el Brasil i el Perú al sud. Es tracta d'animals nectarívors. Morfològicament, es caracteritzen per tenir els arcs zigomàtics incomplets i les incisives superiors projectades cap endavant.